# Свети Илия (Габрово)
Вижте пояснителната страница за други значения на Свети Илия.
„Свети Илия“ (на македонска литературна норма: „Свети Илија“) е възрожденска православна църква в струмишкото село Габрово, Северна Македония. Част е от Струмишката епархия на Македонската православна църква – Охридска архиепископия.

## История
Храмът е изграден в 1865 година с помощта на Струмишката митрополия на Вселенската патриаршия.

## Архитектура
Храмът е трикорабна псевдобазилика с равен дървен таван на трите кораба. Таванът на средния кораб е касетиран с малки квадратни полета и е рамкиран от всички страни с лента, изрисувана с флорална декорация

## Иконопис
В 1873 година икони за храма рисува струмишкият зограф Григорий Пецанов. Икони за храма работи и Николай Михайлов.